# 汤姆·肯尼迪 (足球运动员)
湯姆·肯尼迪（英語：Tom Kennedy；1985年6月24日—）是一位英格蘭足球運動員。在場上的位置是後衛。他現在效力於英格蘭足球甲級聯賽球隊羅奇代爾足球俱樂部。

## 外部連結
- Rochdale AFC Player Profile
- 足球数据库：汤姆·肯尼迪的球员统计数据